# École pour l'informatique et les nouvelles technologies
École pour l'informatique et les nouvelles technologies är en fransk universitet som utexaminerar Informationsteknik experten i norra Frankrike (Le Kremlin-Bicêtre), och som är medlem av IONIS Education Group.